# Мехонцев, Леонид Иванович
Леони́д Ива́нович Мехо́нцев (род. 17 мая 1955, Асбест) — советский и российский тренер по боксу. Тренер-преподаватель Центра летних видов спорта Московской области, отец и личный тренер олимпийского чемпиона, чемпиона мира и Европы Егора Мехонцева. Заслуженный тренер России.

## Биография
Леонид Мехонцев родился 17 мая 1955 года в городе Асбесте Свердловской области.
Тренировал начинающих боксёров в секции при ГПТУ, затем оборудовал в Асбесте свой собственный зал для занятий боксом. Работал тренером-преподавателем по боксу в государственном бюджетном учреждении Московской области «Центр летних видов спорта».
Самый известный воспитанник Леонида Мехонцева — его сын Егор Мехонцев, тренировавшийся под его руководством начиная с одиннадцати лет на протяжении всей своей спортивной карьеры. Егор является олимпийским чемпионом и чемпионом мира по боксу, дважды выигрывал чемпионаты Европы, побеждал на многих турнирах международного значения. За подготовку этого спортсмена Л. И. Мехонцеву было присвоено почётное звание «Заслуженный тренер России».
В 2013 году указом президента В. В. Путина награждён Орденом Дружбы.
Известен резкими высказываниями в прессе в адрес некоторых деятелей российского бокса. Так, в 2011 году, объясняя неудачное выступление сборной России на чемпионате мира в Баку, обвинил главного тренера команды Николая Хромова в пьянстве: «Хромов и его собутыльники как приехали, так и начали — уже неделю в запое! Как солдаты могут воевать, когда генерал в запое?!». В 2012 году крайне негативно высказывался в адрес российского боксёра-профессионала Родиона Пастуха: «Я напишу письмо нашему губернатору об этом фуфлыжнике. Вы посмотрите, он берегов не видит. Сначала объявил себя чемпионом России среди профи — прокатило. Дальше — больше. А все потому, что никто не подошёл к нему и не сказал в глаза: ты — самозванец…».